# Psychotria lasiopus
Psychotria lasiopus är en måreväxtart som beskrevs av Johannes Müller Argoviensis. Psychotria lasiopus ingår i släktet Psychotria och familjen måreväxter. Inga underarter finns listade i Catalogue of Life.